# Rhodophthitus rudicornis
Rhodophthitus rudicornis là một loài bướm đêm trong họ Geometridae.